# Stanton (Gloucestershire)
Stanton è un villaggio e parrocchia civile dell'Inghilterra, appartenente alla contea del Gloucestershire.